# Искам да живея!
„Искам да живея!“ (на английски: I Want to Live!) е американски филм ноар от 1958 година на режисьора Робърт Уайз с участието на Сюзън Хейуърд. Създаден по действителен случай, филмът разказва силно преувеличената история на една жена, Барбара Греъм, осъдена за убийство и очакваща изпълнението на екзекуцията си. Сценарият е адаптиран въз основа на писмата, писани от Греъм и журналистически материали от вестниците. По нетрадиционен начин е показана възможността за невинност на Греъм. В наши дни терминът за такъв вид престъпления е углавно престъпление.

## Сюжет
Филмът разказва историята на живота и екзекуцията на Барбара Греъм (Сюзън Хейуърд) – проститутка, осъдена за лъжесвидетелстване и убийство. Тя е израснала в разбито семейство. Работи, привличайки към себе си мъжете чрез фиксирани игри с карти.
В един момент от живота си тя се опитва да влезе в правия път, но се омъжва за погрешния човек и ражда дете. Съпругът ѝ е наркоман и тя прекратява връзката помежду им.
Когато животът и започва да се разпада, Барбара се връща към предишната си професия на проститутка. Тя се забърква с един мъж, който е убил съпругата си. Полицията ги арестува и партньорът ѝ обвинява нея в убийството, за да се отърве от газовата камера. Барбара твърди, че е невинна, но е осъдена и екзекутирана.

## В ролите
- Сюзън Хейуърд като Барбара Греъм
- Саймън Оукланд като Едуард „Ед“ Монтгомъри
- Вирджиния Винсънт като Пег
- Тиодор Байкъл като Карл Палмбърг
- Уесли Лау като Хенри Греъм
- Филип Кулидж като Емет Пъркинс
- Лу Крюгман като Джон „Джак“ Санто
- Джеймс Филбрук като Брус Кинг
- Бартлет Робинсън като окръжния прокурор Милтън
- Гейдж Кларк като прокурора Ричард Тиброу
- Джо Де Сантис като Ал Матюс
- Джон Марли като отец Дивърс
- Реймънд Бейли като надзирателя в затвора
- Алис Бейкс като Барбара, медицинската сестра в затвора
- Гертруд Флин като старшата медицинска сестра в затвора
- Ръсел Торсън като сержанта в затвора
- Дабс Гриър като капитана
- Стафорд Реп като сержанта
- Гавин Маклеод като лейтенанта

## Награди и номинации

### Награди
- Награда Оскар за най-добра женска роля на Сюзън Хейуърд от 1959 година.
- Награда Златен глобус за най-добра драматична женска роля на Сюзън Хейуърд от 1959 година.
- Награда Златна чиния от наградите Давид Ди Донатело на Сюзън Хейуърд за изпълнението на ролята си във филма от 1959 година.
- Второ място за Златен Лоуръл от наградите Лоуръл за най-добра драматична женска роля на Сюзън Хейуърд от 1959 година.
- Второ място за Златен Лоуръл от наградите Лоуръл за най-добра операторска работа в черно-бял филм на Лайънъл Линдън от 1959 година.
- Трето място за Златен Лоуръл от наградите Лоуръл за най-добра музика на Джони Мандъл от 1959 година.
- Награда за най-добра актриса на Сюзън Хейуърд от Международния кинофестивал в Мар дел Плата, Аржентина през 1959 година.
- Награда Съркъл на „Филмовите критици на Ню Йорк“ за най-добра актриса на Сюзън Хейуърд от 1958 година.
- Награда Сант Жорди за най-добра чуждестранна актриса на Сюзън Хейуърд от 1960 година.

### Номинации
- Номинация за Оскар за най-добър режисьор на Робърт Уайз от 1959 година.
- Номинация за Оскар за най-добър сценарий, базиран на материали от външни източници на Нелсън Гидинг и Дон Манкевич от 1959 година.
- Номинация за Оскар за най-добра операторска работа в черно-бял филм на Лайънъл Линдън от 1959 година.
- Номинация за Оскар за най-добър звук на Гордън Сойър от 1959 година.
- Номинация за Оскар за най-добър монтаж на Уилям Хорнбек от 1959 година.
- Номинация за Златен глобус за най-добър драматичен филм от 1959 година.
- Номинация за Златен глобус за най-добър режисьор на Робърт Уайз от 1959 година.
- Номинация за БАФТА за най-добра чуждестранна актриса на Сюзън Хейуърд от 1960 година.
- Номинация за наградата на „Режисьорската гилдия на Америка“ за изключителни постижения в режисьорската работа на Робърт Уайз от 1959 година.
- Номинация за Грами за най-добър саундтрак албум с музика от драматичен филм и оригинално изпълнение на Джони Мандъл от 1959 година.
- Номинация за Златен Лоуръл от наградите Лоуръл за най-добър драматичен филм от 1959 година.
- Номинация за наградата на „Сценаристката гилдия на Америка“ за най-добър американски драматичен сценарий на Нелсън Гидинг и Дон Манкевич от 1959 година.[1]